# Kamienica przy ulicy Stolarskiej 11 w Krakowie
Kamienica przy ulicy Stolarskiej 11 – zabytkowa kamienica znajdująca się w Krakowie, w dzielnicy I przy ulicy Stolarskiej, na Starym Mieście.

## Historia
W średniowieczu w miejscu obecnej kamienicy znajdowało się kilka budynków. W jednym z nich zamieszkiwać miała Iwana, babka św. Jacka Odrowąża. Kiedy zdała sobie sprawę ze świętości i cudów czynionych przez wnuka ufundowała w swoim domu klasztor i wraz z córką Beatą złożyła śluby zakonne. W 1694 budynki klasztorne zostały połączone w jeden gmach. Po kasacji zakonu, w 1816, kamienica znalazła się w rękach prywatnych.
20 lutego 1968 kamienica została wpisana do rejestru zabytków. Znajduje się także w gminnej ewidencji zabytków.